# 노르딕 모바일 텔레폰

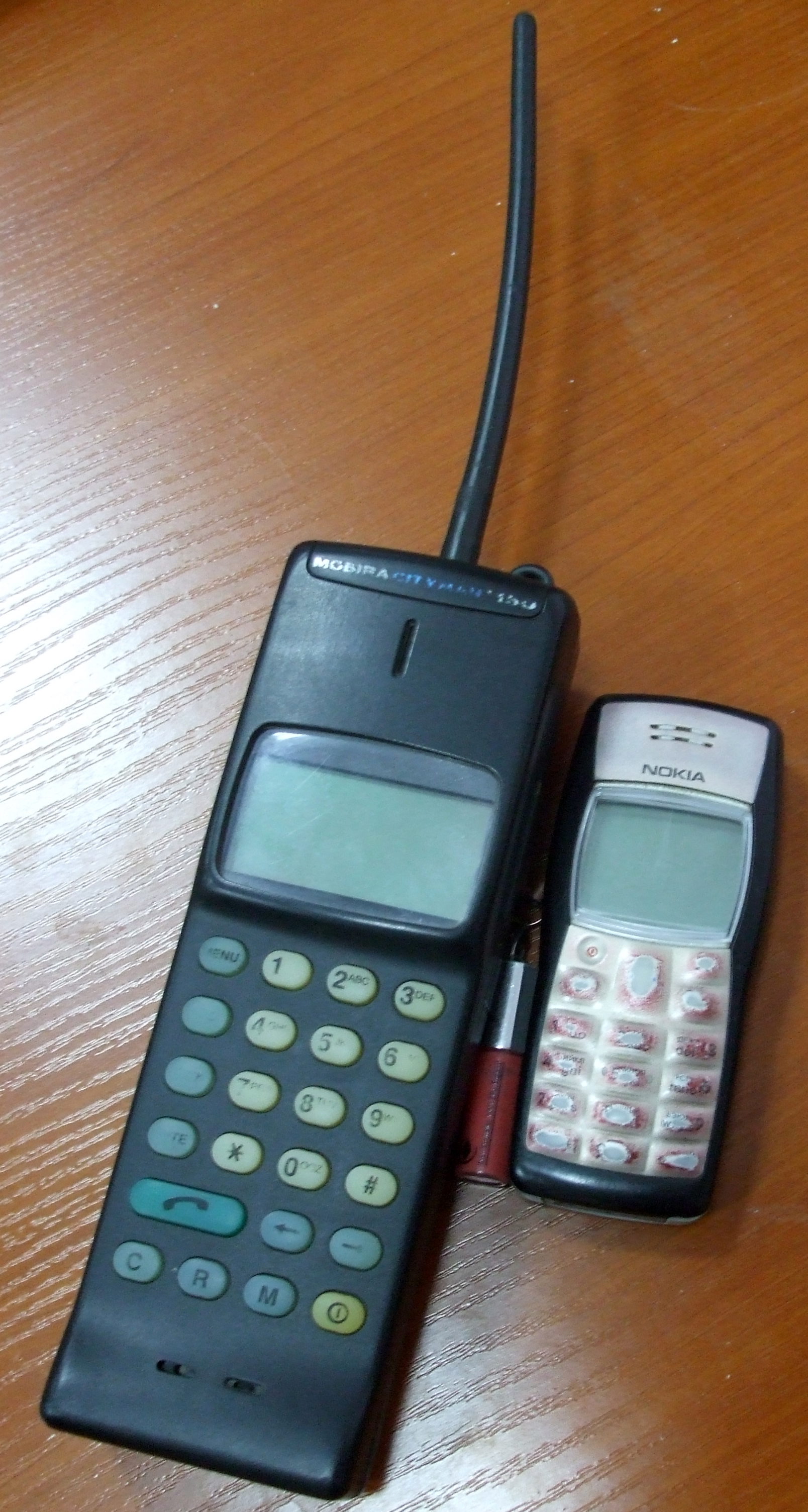
1989년 출시된 노키아의 NMT-900 휴대전화와 2003년 출시된 노키아 1100 휴대전화.

NMT(Nordisk MobilTelefoni, Nordiska MobilTelefoni-gruppen)는 세계 최초로 개발된 자동 휴대 전화 시스템이다. 노르딕 국가의 통신 관청에서 표준을 제정하였고, 1981년 아날로그 휴대 전화를 대체하기 위하여 최초로 상용화되었다. 당시 상용화된 아날로그 휴대 전화 네트워크는 노르웨이, 덴마크, 스웨덴의 MTD(450 MHz), 핀란드의 ARP(Autoradiopuhelin, 150 MHz)였다. 스웨덴의 전자 공학도 외스텐 매키탈로(Östen Mäkitalo)가 시스템의 창시자로 여겨진다.
NMT는 아날로그 기술을 기반으로 하며, 1세대 휴대 전화로 분류된다. 450MHz와 900 MHz 대역폭을 사용하며, 900 MHz 대역은 1986년 450 MHz 대역보다 더 많은 채널을 사용하기 위하여 도입되었다.
NMT 표준은 무료로 사용 가능한 공개 표준이었고, 여러 회사가 단말기 제작에 참여하여 가격 경쟁력이 있었다. NMT로 성공한 회사 중에는 노키아와 에릭슨이 있다. 덴마크에서 NMT 휴대 전화를 제작한 기업은 스토르노(Storno, 당시 제너럴 일렉트릭 소유였으나 이후 모토롤라에 매각), AP(이후 필립스에 인수됨)가 있었다. 초기에 나온 NMT 휴대 전화는 차량 트렁크에 설치하고 표시 장치를 운전석에 설치하는 형태였다. 휴대가 가능한 전화기도 있었으나, 부피와 배터리 문제가 컸다. 이후 출시된 휴대 전화는 크기 100mm 이하, 무게 100g대였다.

## 기술
NMT의 셀 크기는 2-30km이다. 범위가 작으면 동시 통화자를 더 많이 받을 수 있으며, 예를 들어 도시에서는 셀 크기를 줄여서 용량을 늘였다. NMT는 전이중 통신을 사용하며, 음성 송수신이 동시에 가능하다. NMT 카폰의 송신 전력은 450MHz에서 15W, 900MHz에서 6W이며, 휴대 전화의 송신 전력은 1W이다. 표준 초기부터 다른 카폰 서비스에서 지원하지 않았던 자동 다이얼링 및 교환, 핸드오버를 지원하였다. NMT 표준에는 이 외에도 과금, 국내 및 국제 로밍이 정의되어 있었다.
NMT의 구성 요소 중에는 DMS(Data and Messaging Service) 또는 NMT-Text로 알려진 데이터 전송 모드가 있다. 네트워크의 신호 채널을 통하여 데이터를 전송한다. GSM의 단문 메시지 서비스가 시작되기 전에도 DMS를 통하여 NMT 휴대 전화끼리 문자 메시지를 주고받을 수 있었다. 이 기능은 러시아, 폴란드, 불가리아에서만 구현되었다. 외부 장치가 필요한 NMT Mobidigi를 통하여 380bps로 데이터를 주고받을 수도 있었다.
NMT 음성 채널은 주파수 변조를 사용하며, 신호 전송 속도는 약 600-1200bps 사이에 있다. 이동국과 기지국간 신호는 라디오와 같은 RF 채널을 사용하며, 1200bps FFSK 모뎀을 사용한다. 핸드오버 시에 NMT 특유의 잡음이 섞이기도 한다.
NMT 표준의 단점은 음성 신호가 암호화되지 않는다는 점이다. 수신기만 사서 정확한 주파수에 맞추면 통화 내용을 들을 수 있었기 때문에, 일부 수신기는 NMT 주파수 대역을 수신할 수 없도록 설정되었다. 이 제한의 실효성은 낮아서 제한이 걸려 있지 않은 수신기를 구하거나, 조작을 통하여 대역에 접근이 가능하였다. NMT 표준의 이후 버전은 2대역 오디오 주파수 반전을 기반으로 한 선택적인 아날로그 스크램블링이 추가되었다.이동국과 기지국이 스크램블링을 지원하는 경우에는 전화를 걸 때 사용할 수 있다. 같은 셀 안의 두 가입자가 스크램블링을 지원하는 경우, 기지국이 지원하지 않아도 사용할 수 있다. GSM과 같은 디지털 전화의 암호화에는 못 미치지만, 일반적인 수신기를 통한 도청은 방지가 가능하였다.

## 상용화
1981년 스웨덴과 노르웨이에 NMT 네트워크가 개설되었고, 이듬해에 덴마크와 핀란드에 개설되었다. 1986년 아이슬란드에도 개통되었다. 노르딕이라는 이름과 달리, 최초로 NMT가 상용화된 나라는 사우디아라비아이며, 1981년 9월 1일 1200명의 사용자를 대상으로 개통되었다. 이는 스웨덴보다 1개월 앞선다. 1985년 노르딕 국가의 NMT 가입자 수는 11만 명으로, 이 중 노르웨이의 가입자 수만 63,300명이다.
NMT의 주 사용 국가는 노르딕 국가였고, 스위스, 네덜란드, 헝가리, 폴란드, 불가리아, 루마니아, 체코, 슬로바키아, 슬로베니아, 세르비아, 터키, 크로아티아, 보스니아헤르체코비나, 발트 3국, 러시아, 아시아 일부 국가에도 개통되었다. GSM과 같은 디지털 휴대 전화가 상용화된 이후 NMT는 점차 축소되었다.
덴마크, 노르웨이, 스웨덴의 NMT-450 주파수는 스웨덴의 노르디스크 모빌텔레폰(Nordisk Mobiltelefon)에 관리권이 주어졌으며, 이후 Ice.net 브랜드를 도입하였다. 이후 CDMA 450 MHz 디지털 휴대 전화 서비스로 재편되었다. 텔리아소네라의 NMT-450 사용 허가는 2007년 12월 31일에 만료되었다. 2002년 12월 31일 핀란드 소네라의 NMT 서비스가 종료되었다. 노르웨이의 마지막 NMT 서비스는 2004년 12월 31일 종료되었다. 스웨덴 텔리아의 NMT 서비스는 2007년 12월 31일 종료되었다.
NMT 450 MHz 네트워크는 GSM보다 통화 가능 지역이 넓었다. 아이슬란드와 같은 인구 밀도가 낮은 나라에 특히 유리했다. 아이슬란드의 GSM 서비스는 인구의 98%가 사용 가능하지만 면적으로는 좁은 지역에서만 사용 가능하다. NMT 네트워크는 전국을 포괄할 수 있으며, 해상에서도 사용 가능하기 때문에 산악 여행자나 어부 사이에서 인기가 있었다. 2010년 9월 1일 아이슬란드 시민에서 08:15 UTC에 NMT 서비스를 종료하였다.